# Malurus melanocephalus
La ratona australiana de lomo rojo, maluro dorsirrojo o maluro de cabeza negra (Malurus melanocephalus) es una especie de ave paseriforme de la familia Maluridae. Es endémica de Australia y suele encontrarse cerca de los ríos y litorales a lo largo de las franjas costeras del norte y este del continente australiano, desde Kimberley en el noroeste hasta el Valle de Hunter en Nueva Gales del Sur. Como las demás ratonas australianas presenta un marcado dimorfismo sexual. Los machos se cubren con un llamativo plumaje durante la época de cortejo, con la cabeza, partes superiores y la cola negras e intensos colores rojo y marrón en espalda y alas. Las hembras en cambio tienen un plumaje con las partes superiores parduzcas, que se hace más pálido en las partes inferiores. Los machos en plumaje de eclipse se asemejan a las hembras y a los juveniles. Algunos machos conservan el plumaje de eclipse durante la época de cortejo. Se reconocen dos subespecies: la forma melanocephalus del este de Australia tiene la cola más larga y la espalda anaranjada, y la forma cruentatus, con la cola más corta y la espalda más rojiza.
Las ratonas australianas de lomo rojo son principalmente insectívoras, y suplementan su dieta con semillas y pequeños frutos. Su hábitat preferido son las zonas de matorral y las sabanas, principalmente donde los arbustos bajos y las hierbas altas les proporcionan cobertura. Pueden ser nómadas en áreas donde hay frecuentes incendios del matorral, aunque las parejas o grupos pequeños permanecen y defienden su territorio en otras zonas de su área de distribución. Los grupos constan de una pareja reproductora, con uno o más individuos ayudantes que contribuyen a la cría de los polluelos. Estos ayudantes son hijos de la pareja que todavía no han alcanzado la madurez sexual, y que permanecen con su grupo familiar uno o más años. Aunque la estructura social de las ratonas australianas de espalda roja es monógama, sexualmente son promiscuas, y cada miembro de la pareja puede copular con otros individuos; los machos incluso pueden ayudar en la cría de los polluelos de tales apareamientos. Los machos maduros con plumaje nupcial son más proclives a este comportamiento, en comparación a los machos que mantienen el plumaje de eclipse durante la época de cortejo. Una peculiaridad del comportamiento de los machos de esta especie durante la parada nupcial es la de arrancar pétalos de flores rojas y exhibirlos frente a las hembras.

## Taxonomía
La ratona de lomo rojo fue descrita por primera vez por individuos capturados en las proximidades de Port Stephens en Nueva Gales del Sur y nombrada por el ornitólogo John Latham como papamoscas de cabeza negra (Muscicapa melanocephala) en 1801; su nombre específico procede de los términos griegos melano- «negro» y kephalos «cabeza». El espécimen que describió Latham fue un macho con la muda a la mitad, con una mezcla de plumas marrones y negras y la espalda naranja. Posteriormente un macho con todo su plumaje de adulto fue descrito como Sylvia dorsalis, y los exploradores Nicholas Aylward Vigors y Thomas Horsfield le dieron a un tercer espécimen procedente de Queensland central el nombre de Malurus brownii, en honor del botánico Robert Brown. John Gould describió la especie Malurus cruentatus en 1840 con un individuo de cola corta y espalda escarlata recogido en la Australia noroccidental por Benjamin Bynoe que formaba parte de la tercera expedición del HMS Beagle. Los tres primeros nombres fueron unificados para la especie Malurus melanocephalus por Gould aunque mantuvo su descripción como una especie aparte. Una forma intermedia procedente del norte de Queensland fue descrita como pyrrhonotus. 

### Subespecies
George Mack, ornitólogo del Museo nacional de Victoria, fue el primero en clasificar las tres formas melanocephalus, cruentatus y pyrrhonotus como una sola especie, aunque fue Richard Schodde quien determinó que los individuos de la forma pyrrhonotus eran híbridos de la zona de contacto en el norte de Queensland, limitada por los ríos Burdekin, Endeavour y Norman. En ella el plumaje nupcial de los machos presenta formas intermedias, con espaldas que presentan manchas que van desde la grande y escarlata a la pequeña y anaranjada características de ambas subespecies.
Las dos subespecies reconocidas son:
- M. m. melanocephalus, la subespecie nominal tiene la espalda naranja cola más larga y se encuentra desde la costa de Nueva Gales del Sur hasta el norte de Queensland. Esta es la forma que coincide con la descripción denominada inicialmente Silvia dorsalis.

- M. m. cruentatus se encuentra a lo largo del norte de Australia desde los Kimberleys hasta el norte de Queensland. Es más pequeña que la subespecie nominal, con una media de peso de los machos de 7,1 g y 6,6 g de las hembras.[5] El término Cruentatus proviene del verbo latino cruentare «teñir de sangre»,[6] en referencia a la mancha roja de su espalda. El plumaje nupcial de los machos de la isla Melville tiene un color carmesí más intenso en la espalda.[4]

### Especies próximas
Todas las ratonas australianas son denominadas en inglés fairy-wrens (chochines hada) aunque no están relacionadas con el verdadero chochín (familia Troglodytidae). El ornitólogo Tom Iredale propuso el nombre común de elfin-wren (chochín delicado) en 1939, aunque no fraguó. Las ratonas inicialmente se clasificaron dentro de la familia de los papamoscas del Viejo Mundo, familia Muscicapidae y posteriormente se incluyeron en la familia de las currucas,  familia Sylviidae antes de ser colocadas en su propia familia, Maluridae, en 1975. Más recientemente análisis de ADN han mostrado que la familia Maluridae está relacionada con la familia Meliphagidae (los melífagos) y la familia Pardalotidae agrupándose en la gran superfamilia Meliphagoidea.
Dentro de Maluridae es una de las 12 especies del género Malurus. Está más cercanamente emparentada con Malurus leucopterus, con la que forma un clado, que tiene como especie más próxima a la Malurus alboscapulatus de Nueva Guinea. Denominadas bicoloured wrens (chochines bicolor) por el ornitólogo Richard Schodde, estas tres especies destacan por la carencia de manchas de color en la cabeza o copetes auriculares, tener un único patrón de color en el cuerpo, negro o azul, en contraste con el de sus hombros o alas. Y se sustituyen geográficamente las unas a las otras a lo largo de Australia y Nueva Guinea.

### Historia evolutiva
El ornitólogo Richard Schodde ha propuesto que los ancestros de las dos subespecies se separaron durante la última glaciación del Pleistoceno hace unos 12.000 años. La aridez empujó hacia el norte las praderas con las hierbas preferidas por estas aves llevando hacia allí a parte de la población, y cuando las condiciones templadas y de mayor humedad regresaron al sur hicieron que se encontraran las formas del norte con las del este, surgiendo así la forma intermedia del norte de Queensland. La distribución de las tres especies de ratonas bicolor indica que sus ancestros comunes vivieron en Nueva Guinea y el Norte de Australia en el periodo en que el nivel del mar descendió y las dos regiones estaban unidas por un puente de tierra. Las poblaciones se separaron cuando el nivel del mar volvió a subir, separando a las aves que en Nueva Guinea evolucionarían hacia las ratonas de hombros blancos de las poblaciones australianas que darán lugar por un lado a las ratonas de lomo rojo y a las ratonas de alas blancas, que se adaptaron a las zonas áridas.

## Descripción

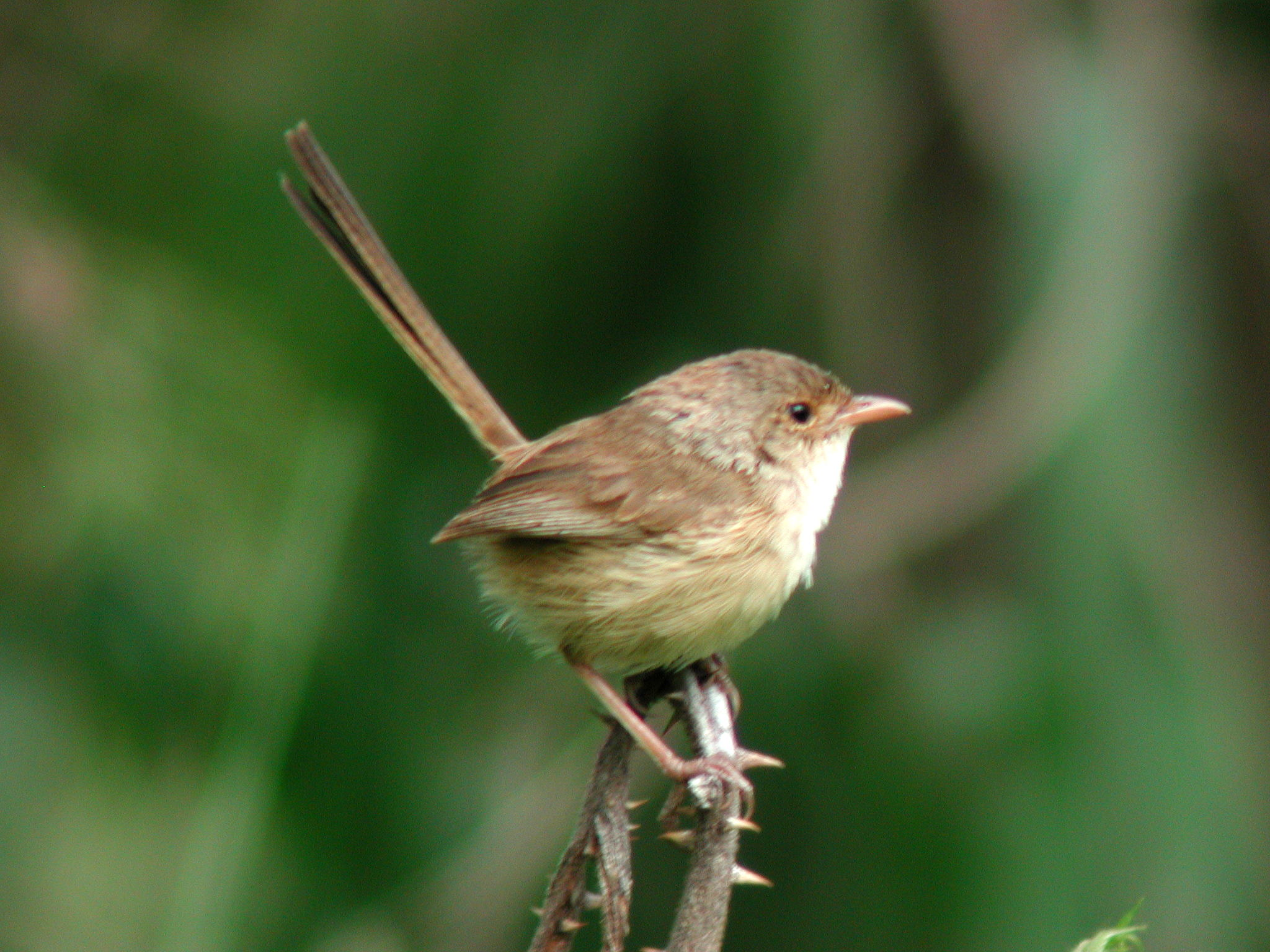
Hembra en el SE de Queensland.

Es el miembro más pequeño del género Malurus, las ratonas de lomo rojo miden 11,5 cm y pesan entre 5–10 g, con una media alrededor de 8 g. La cola de 6 cm es negra en los machos con plumaje de cortejo, y marrón en los machos con plumaje de eclipse, las hembras y los juveniles. Con una media de 8.6 mm el pico es relativamente largo, estrecho y puntiagudo y con la base más ancha. Su interior es más ancho que profundo. La forma del pico es similar a la de otras aves que lo usan para sondear o coger insectos.
Como las otras ratonas australianas las ratonas de lomo rojo destacan por su marcado dimorfismo sexual. Los machos desarrollan el plumaje de cortejo completo al cuarto año, más tarde que todos sus demás congéneres, excepto de su pariente más próximo la ratona de alas blancas. Los machos en la época de cortejo tienen la cabeza y cuerpo negros con una llamativa espalda roja y las alas marrones. El resto del tiempo tienen un plumaje marrón en las partes superiores y blanquecino en las partes inferiores. Algunos machos, principalmente los jóvenes, mantienen el plumaje de eclipse en la época de cortejo. Este es muy parecido al plumaje de las hembras que es de color marrón claro y con un punto amarillento bajos los ojos. Las hembras de esta especie difiere de las del resto de especies de ratonas australianas al carecer de los tonos azules en la cola. Respecto a su distribución siguen la regla de Gloger, las hembras tienen los vientres más blancos y las partes superiores pardas más pálidas en las zonas con clima más seco y soleado del interior. Los juveniles de ambos sexos tienen un plumaje similar al de las hembras.

### Cantos y reclamos
El canto típico usado por los maluros de lomo rojo para anunciar que están en su territorio es similar al de los demás miembros de su género, consiste en una nota inicial continua seguida por varias cortas repetidas, empezando bajas y suaves y terminando altas y agudas con muchas sílabas. Las llamadas las hacen principalmente los machos en la temporada de apareamiento. Estas aves se comunican unas con otras mientras comen con un suave «ssst», apenas audible más allá de 10–15 m. La llamada de alarma es un «zit» muy agudo.

## Distribución y hábitat

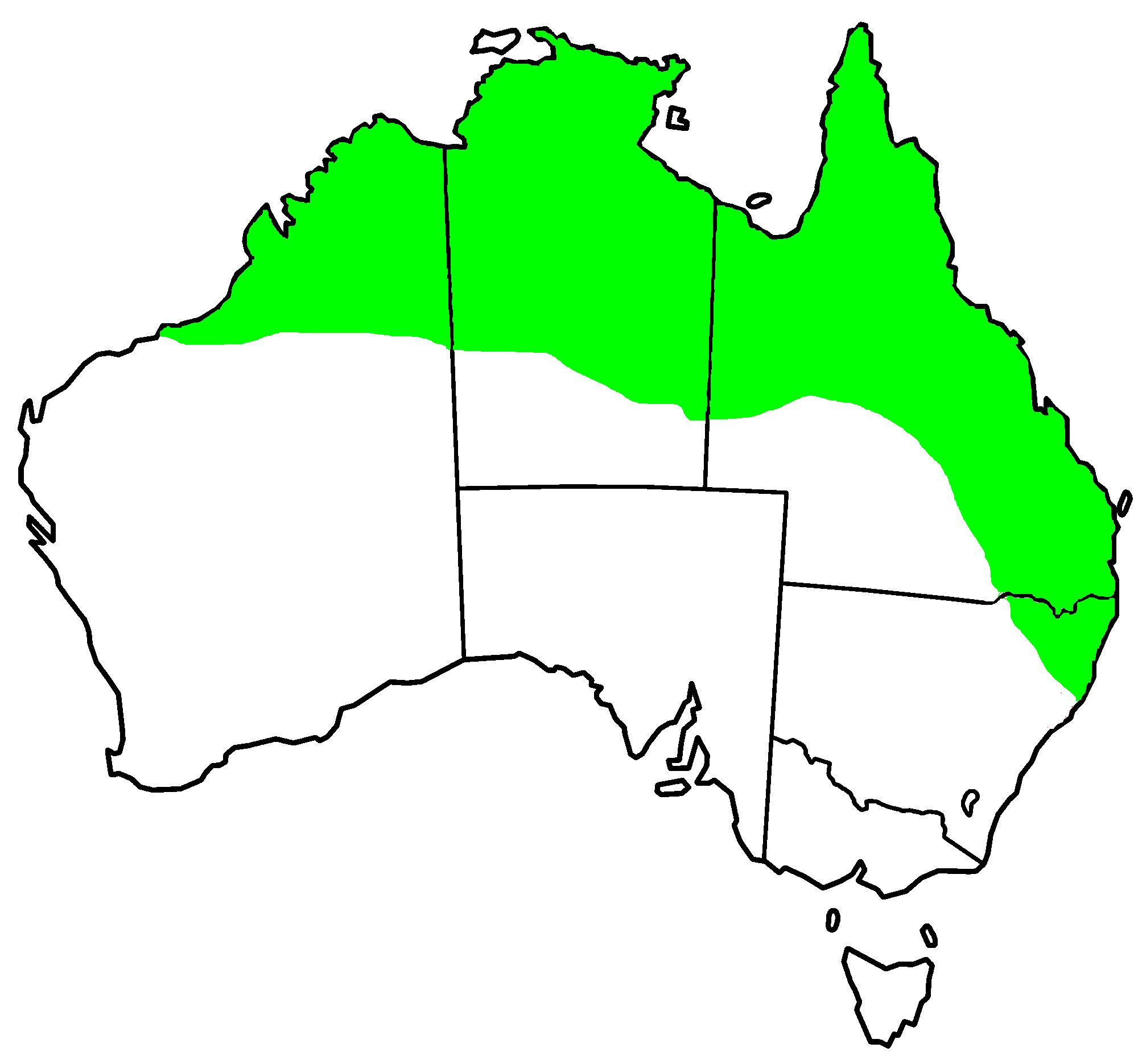
Área de máxima distribución.

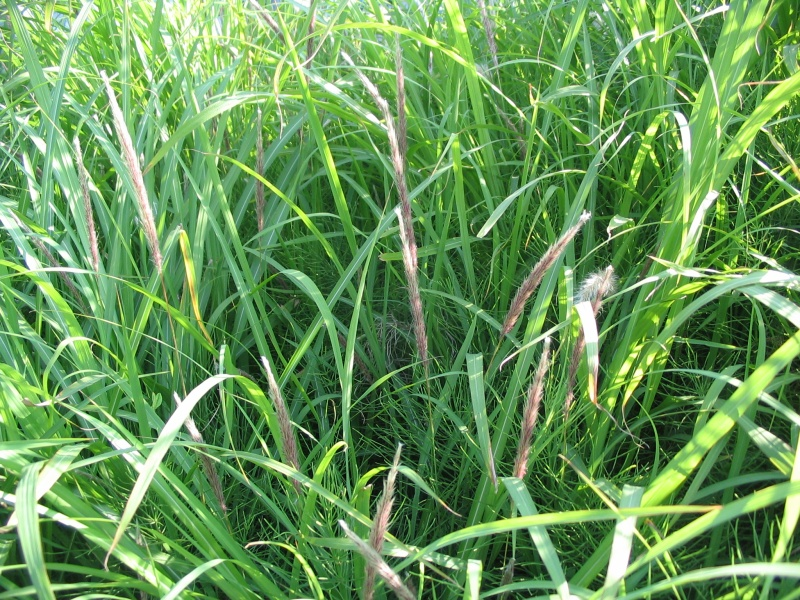
Pradera de Imperata cylindrica, uno de sus hábitats preferidos.

Las ratonas de lomo rojo son endémicas de Australia y pueden encontrarse a alrededor de los ríos y la costa por toda Australia Noroccidental desde cabo Keraudren, los Kimberleys, tierra de Arnhem, la zona del golfo y cabo York, la cordillera Selwyn hasta las zonas más altas de río Flinders como límite sur. También se encuentra por las costas isleñas de Groote Eylandt, Sir Edmund Pellew, Fraser, Melville y islas Bathurst. Viven en toda la costa este desde la gran cordillera divisoria hasta el río Hunter en Nueva Gales del Sur.
Prefieren las áreas húmedas tropicales o subtropicales cubiertas de hierba alta tales como las praderas de Imperata cylindrica, Sorghum y Eulalia. No es una verdadera ave migratoria, aunque puede ser localmente nómada debido a cambios en la vegetación, y puede dejar sus territorios tras la época de cría. Suelen retirarse a cubiertas resistentes al fuego cuando hay incendios. Evitan los hábitats áridos, donde es sustituida por la ratona de alas blancas al sur de su área de distribución.

## Comportamiento
Las ratonas de lomo rojo son diurnas, y empiezan su actividad al amanecer. Cuando no están buscando comida a menudo se refugian juntos. Se posan unos juntos a otros bajo cubiertas vegetales densas y suelen acicalarse mutuamente. Su forma de marcha habitual es a saltos con ambas patas, impulsándose y aterrizando sobre el suelo con los pies juntos. Aunque estas aves pueden correr cuando realizan exhibiciones de distracción ante depredadores. Se equilibran con la ayuda de su relativamente larga cola, que generalmente se mantiene en alto y raramente se mantiene quieta. Sus alas cortas y redondeadas le proporcionan un buen impulso de elevación inicial y son útiles para vuelos cortos, aunque no para desplazamientos muy largos. Estos pájaros vuelan formando ondulaciones generalmente por un máximo de 20 o 30 m.
En las zonas monzónicas cuando las praderas de hierba se secan, estos cambios en la vegetación pueden producir que las aves sean más nómadas y dejen sus territorios bien cuando hay incendios o buscando zonas más húmedas. Formando territorios más estables en las zonas cercanas a la costa. La cría cooperativa es menos frecuente en esta especie que en el resto de especies de su género, se registran ayudantes esporádicamente, pero este aspecto ha sido poco estudiado para las ratonas de lomo rojo.
Tanto el macho como la hembra realizan una exhibición conocida como carrera de roedor para distraer a los predadores que se acercan al nido con huevos o pollos. Entonces se posan en el suelo bajando la cabeza y cola, despliegan las alas y erizan las plumas y empiezan a correr rápidamente emitiendo llamadas de alarma y cambiando de dirección continuamente. Este comportamiento es al que deben su nombre de ratonas.

### Alimentación
Como el resto de sus congéneres, la ratona de lomo rojo es predominantemente insectívora, comiendo una gran variedad de insectos que incluyen a escarabajos como cucurliónidos, crisomélidos, buspréncidos alticinos y carábidos; chinches, saltamontes, polillas, avispas y cigarras además de arañas. También se comen las larvas y huevos de los insectos. Las semillas y otras materias vegetales solo forman una pequeña parte de su dieta. Suelen cazar insectos entre la hojarasca, los arbustos y las orillas del agua, principalmente por la mañana y al atardecer. Los progenitores de ambos sexos, además de los ayudantes, alimentan a los polluelos.

### Cortejo y cría
Durante la época de cortejo los machos adulto cambian sus plumas pardas por su plumaje negro con la mancha rojiza de la espalda. Se exhiben erizando y agitando las plumas rojas de la espalda y las de los hombros arqueándose como una bola. Revolotean y se enfrentan a otros machos para ahuyentarlos, o para establecer su dominancia frente a las hembras. Además recolectan pétalos rojos y algunas veces semillas rojas y se las dan a otras aves. El 90% de las veces el macho se las da ritualmente a la hembra que está cortejando. El otro 10% de las veces se las da a otro macho en un acto que parece de intimidación.
Alrededor de la mitad de la población de maluros de cabeza negra de una zona se encuentran en parejas en la época de apareamiento. Esto parece ser una defensa para evitar la falta de recursos del medio. Es más difícil mantener un gran grupo de individuos interdependientes durante las épocas secas por lo que las aves se mantienen en parejas o pequeños grupos que incluyen a los ayudantes de la cría. Pruebas de paternidad han mostrado que los machos viejos con plumaje llamativo tiene más éxito en la época de apareamiento que un macho adulto con un plumaje más pardo y discreto o un macho joven con plumaje llamativo. Por ello estos tienen mayor almacenamiento de esperma y hace más cópulas y puede aparearse con más de una hembra. Un macho desparejado puede ayudar a una pareja a alimentar y cuidar de los pollos. El pico de un macho se oscurece cuando se empareja y esto dura unas tres semanas. Este carácter facilita el estudio de su sociabilidad ya que los cambios de plumaje pueden tardar o estar influenciados por el clima. El pico está vascularizado y cambia rápidamente en respuesta al apareamiento.
La época de apareamiento va de agosto a febrero y coincide con la llegada de la época de lluvias en el norte de Australia. La hembra realiza la mayor parte del trabajo de construcción del nido, aunque el macho también ayuda, siendo esto inusual en el género Malurus. Oculto por las matas de hierba o lo matorrales bajos el nido esférico es construido con hierba seca y unido con briznas más finas de hierba o pelos. Los nidos examinados en el sureste de Queensland tienden a ser más grandes y desordenados que los del norte de Australia. Las dimensiones de los primeros es de 12–15 cm de alto por 9–12 cm de ancho y tienen una entrada parcialmente cubierta de 3–6 cm de diámetro, mientras que los del norte tienen una media de 10–13 cm de alto por 6–8 cm de ancho con una entrada de unos 2–4 cm. La construcción les lleva alrededor de una semana, y puede pasar un intervalo de alrededor de otros siete días antes de poner los huevos. Las puestas son de entre tres y cuatro huevos, que son blancos con motas pardorojizas, y miden 14.5–17 x 10–13 mm. Los de la subespecie melanocephalus son un poco mayores que los de cruentatus. Los huevos son incubados durante dos semanas solo por la hembra. Los pollos se mantienen escondidos a cubierto una semana más tras la eclosión. Los pollos dependen de los padres y los ayudantes durante un mes aproximadamente. Aprenden a volar unos 11–12 días tras la eclosión. Las nidadas criadas en la estación anterior suelen ayudar a criar a la nidada siguiente. Y la familia permanecerá junta durante la estación siguiente, formando un grupo unido.

## Depredadores
Los adultos y las crías pueden ser cazados por mamíferos introducidos en Australia como los gatos asilvestrados o los zorros rojos (Vulpes vulpes), y también por algunos roedores, y aves nativas como la urraca australiana (Gymnorhina tibicen), los pájaros matarife (Cracticus spp.), el cucaburra de alas azules (Dacelo leachii), cuervos (Corvus spp.) y charlatanes verdugo (Colluricincla spp.), además de por reptiles como los goannas (Varanus spp.).